# Зофя (Великопольське воєводство)
Зофя (пол. Zofia) — село в Польщі, у гміні Сомпольно Конінського повіту Великопольського воєводства.
Населення — 94 особи (2011).
У 1975-1998 роках село належало до Конінського воєводства.

## Демографія
Демографічна структура станом на 31 березня 2011 року:
|          | Загалом | Допрацездатний вік | Працездатний вік | Постпрацездатний вік |
| -------- | ------- | ------------------ | ---------------- | -------------------- |
| Чоловіки | 47      | 14                 | 30               | 3                    |
| Жінки    | 47      | 5                  | 33               | 9                    |
| Разом    | 94      | 19                 | 63               | 12                   |